# Ишеевка (Уляновска област)
Ишеевка (на руски: Ишеевка) е селище от градски тип в Русия, разположено в Уляновски район, Уляновска област. Населението му към 1 януари 2018 година е 10 820 души.